# 리처드 닉슨의 대통령직 인수
리처드 닉슨의 대통령직 인수는 1968년 미국 대통령 선거에서 승리하여 미국의 대통령 당선인이 되었을 때 시작되어, 1969년 1월 20일 닉슨이 취임하면서 종료되었다. 닉슨은 선거 다음 날인 1968년 11월 6일 선거 결과가 명확해지자 대통령 당선인이 되었다. 이는 1963년 대통령직 인수법이 통과된 후 처음으로 이루어진 대통령직 인수였다.
인수 준비는 퇴임하는 린든 B. 존슨 행정부에 의해 선거 수개월 전부터 시작되었다. 또한 당시 후보였던 닉슨도 선거 몇 달 전부터 대통령직 인수 가능성에 대비한 계획을 시작했다. 닉슨의 선거 전후 인수 노력은 프랭클린 B. 링컨 주니어가, 존슨의 노력은 찰스 S. 머피가 총괄했다.
인수 당시 미국은 진행 중인 베트남 전쟁에 참전하고 있었으며, 베트남 민주공화국과의 평화 회담이 진행 중이었다.

## 선거 전 전개
1968년 3월 31일 현직 대통령 린든 B. 존슨이 재선에 도전하지 않겠다고 발표하면서 1968년 대통령직 인수는 확실시되었다. 1968년 11월, AP 통신은 1968-69년 대통령직 인수가 이전의 어떤 인수보다도 더 많은 사전 계획을 거쳤다고 보도했다.
존슨은 대선 운동 초기에 국가 이익에 대한 정보를 후보들에게 적극적으로 제공할 것이며, 국제 정세에 대한 정보 브리핑을 제공할 것이라고 언론에 밝혔다. 이러한 정보 브리핑은 제2차 세계 대전 중 후보들이 비밀리에 브리핑을 받은 선례가 있었다. 또한 드와이트 D. 아이젠하워 대통령은 1960년 대선 기간 동안 후보들에게 일부 브리핑을 제공하겠다고 공개적으로 약속한 바 있다. 5월 15일, 존슨은 미국 국무부 차관에게 모든 주요 대통령 후보들에게 미국 국무부, 국방부, CIA 브리핑을 제공하도록 지시했다.

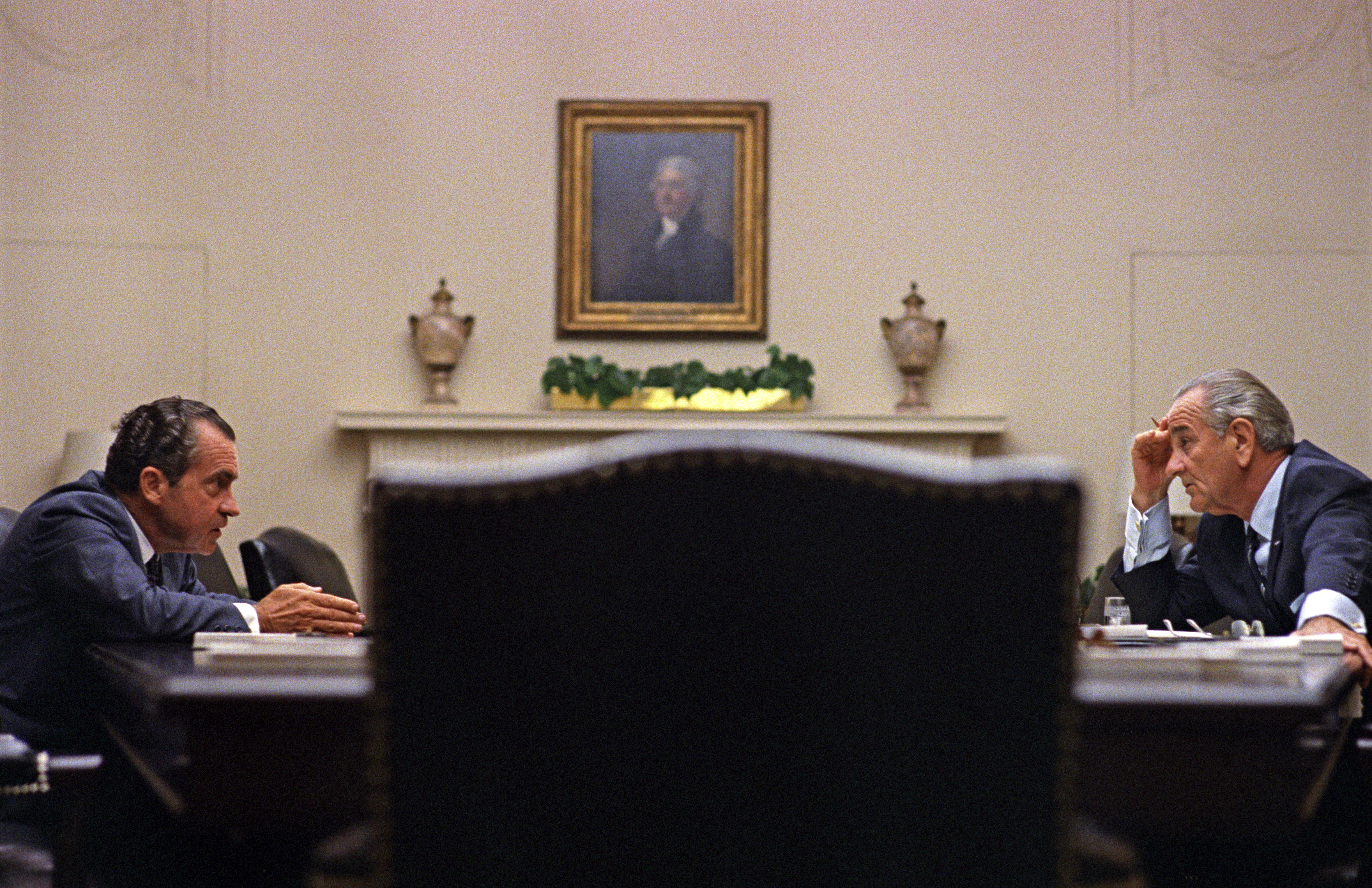
1968년 7월 백악관에서 당시 후보였던 닉슨이 존슨 대통령과 만나는 모습.

존슨은 1968년 여름부터 대통령직 인수 계획을 시작했다. 그는 다음 대통령 행정부를 위한 여러 브리핑 책자를 만들었다. 7월 26일, 그는 공화당 유력 후보 닉슨과 미국 독립당 후보 조지 월리스를 백악관으로 초청하여 개인적인 협의를 가졌다 (당시 민주당 후보는 아직 결정되지 않았다). 대통령이 야당 후보들과 이러한 회동을 가진 것은 이번이 처음이었다. 1952년 대선 당시 민주당 소속 해리 S. 트루먼 대통령은 공화당 후보 드와이트 D. 아이젠하워를 자신과의 회동에 초청했지만, 아이젠하워는 초청을 거절했다.
선거에 앞서 기관들에서도 인수 계획이 시작되었다. 예를 들어, 예산국은 1968년 봄에 각 부서장에게 대통령 당선인의 인수 기간 동안 도움이 될 자료를 수집하기 시작하도록 지시했다.
9월, 주요 후보들이 모두 결정된 후(휴버트 험프리가 민주당 전당대회에서 민주당 후보로 지명되고, 닉슨이 공화당 전당대회에서 공식적으로 지명된 후), 존슨은 찰스 S. 머피를 자신의 인수 담당관으로 임명하여, 임박한 인수에 대한 행정부의 역할을 총괄하도록 했다. 그는 험프리, 닉슨, 월리스 세 주요 대선 후보들의 대리인들과 연락하여 그들의 예상 인수를 계획하는 역할을 맡았다. 존슨은 또한 동시에 세 주요 후보들에게 자신의 대통령 행정부와 인수 계획에 대해 협의할 대리인을 임명하도록 요청했다.
존슨은 선거 후 승자의 인수팀이 사용할 수 있도록 백악관 근처 두 개의 행정부 건물에 50개의 사무실 공간을 마련하고 가구를 비치했다.
존슨은 또한 각 부처 및 기관장에게 해당 부처 또는 기관의 필요에 맞는 인수 계획을 개발할 고위 공무원을 배정하도록 지시했다. 그는 또한 각 부처 및 기관에 신임 공무원들에게 유용할 브리핑 책자를 준비하고, 나중에 인수 기간 동안 해당 부처 또는 기관의 신임 경영진에게 브리핑을 제공하는 임무를 부여했다. 공식적인 인수 기간 동안, 임명된 사람들에게는 첫 회의에서 퇴임하는 상대방이 준비된 브리핑 책자를 제공했다.
존슨은 자신의 부통령인 휴버트 험프리가 선거에서 승리하기를 원했지만, 만약 닉슨이 승리한다면 닉슨과 따뜻한 관계와 인수를 갖기를 원한다는 의사를 측근들에게 밝혔다.
닉슨의 자체 인수 계획은 선거 몇 주 전에 시작되었다. 프랭클린 B. 링컨 주니어가 이 노력을 총괄했다. 닉슨의 인수 계획 노력에는 닉슨 행정부의 정책과 프로그램을 형성할 새로운 아이디어와 통찰력을 만들어낼 태스크포스가 포함되어 있었다. 이 노력은 닉슨이 공화당에 의해 대통령 후보로 지명되자마자 시작되었다. 21개의 태스크포스가 있었고, 이 모든 노력은 폴 매크라켄이 감독했다. 링컨은 공식적인 인수 기간 동안, 선거 3주 전에 존슨 행정부와의 인수 조율에 대해 찰스 S. 머피와 논의하기 시작했다고 확인했다. 또한, 선거 전 마지막 몇 주 동안 닉슨과 그의 선거 운동 참모장인 H. R. 홀더먼은 백악관의 구조와 절차를 검토하기 시작했으며, 홀더먼은 백악관 직원들의 운영에 관한 여러 책을 읽었다. 선거 전 계획 동안, 사업가 로스 페로는 닉슨에게 여러 연구원들을 제공했다. 닉슨은 또한 그의 인수 준비에 인력 중심의 요소를 포함시켰다. 닉슨과 홀더먼은 앤드루 굿패스터와 브라이스 할로와 같이 백악관 직원들의 내부 작동 방식에 정통한 사람들과도 상의했다. 그들은 또한 하버드 정치 연구소에서 프랭클린 린지가 이끄는 연구 그룹과도 상의했는데, 이 연구 그룹은 대통령직 인수를 분석하고 있었다. 10월, 언론은 닉슨의 한 보좌관이 5월부터 수백 명의 사업가, 노동 지도자, 비정부 전문가, 교수들과 정책 아이디어를 찾는 명목으로 인터뷰를 진행했지만, 실제로는 잠재적인 행정부 임명자를 물색하는 목적이었다고 보도했다. 닉슨의 선거 전 인수 준비는 휴버트 험프리의 준비보다 더 공개적으로 이루어졌다.
존슨은 선거 운동 기간 내내 세 주요 후보들에게 계속해서 브리핑을 제공했으며, 존슨은 세 후보 각각과 개인적으로 연락을 유지했다. 선거 운동 마지막 주에 존슨이 파리에서 있을 심각한 평화 협상을 촉진하기 위해 베트남 민주공화국 폭격을 중단하기로 결정했을 때, 그는 콘퍼런스 콜을 통해 세 후보 모두에게 통보했다.
선거 2주 전, 미국 관리예산실 국장 찰스 즈윅은 모든 부처장에게 "새로운 행정부의 정책 및 프로그램에 최대한 맞출 수 있도록 이동, 구매 및 지연될 수 있는 기타 조치에 대한 결정을 그들에게 맡겨, 새로운 행정부의 가능한 요구 사항을 고려하라"는 메모를 보냈다.

## 공식 인수

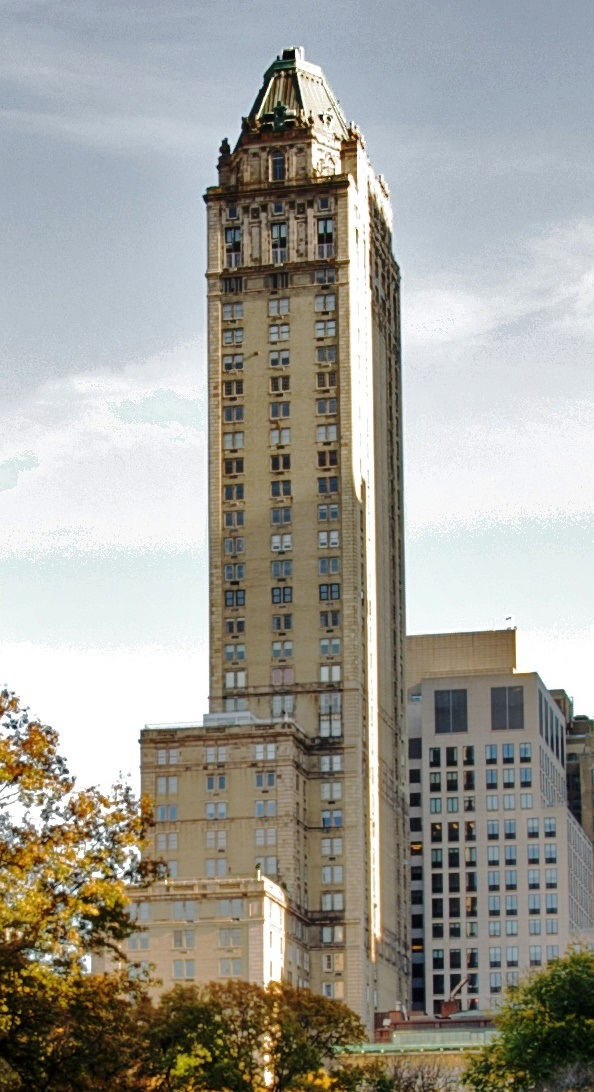
닉슨은 뉴욕의 피에르 호텔에 인수 본부를 두었다.

선거 후, 닉슨의 인수 노력은 계속해서 프랭클린 B. 링컨 주니어가 총괄했다.
닉슨은 뉴욕시의 피에르 호텔에 있는 작은 사무실 스위트룸에 인수 본부를 두었다. 피에르 호텔은 닉슨의 개인 거주지와 대통령 선거 운동 본부 모두와 가까운 이점이 있었다. 닉슨은 존슨이 선거 전에 대통령 당선인을 위해 준비해둔 워싱턴 D.C.의 공간 대신 뉴욕 호텔의 작은 사무실 스위트룸에 본부를 두기로 결정했다. 그러나 닉슨의 인수팀은 워싱턴 D.C. 사무실 공간을 일부 선발대 직원과 하급 인수팀 직원들이 사용하도록 했다. 피에르 호텔에 기반을 둔 인수팀 고위 관계자들은 워싱턴 D.C. 방문 시 작업 공간으로 활용했다. 닉슨은 인수 기간 동안 워싱턴 D.C. 방문 시 잠시 사용했다.
닉슨과 퇴임하는 린든 B. 존슨 행정부는 각각 1963년 대통령 인수법에 따라 연방 정부로부터 인수 자금으로 45만 달러를 받았다. 닉슨의 인수는 연방 자금을 받은 첫 인수였다. 이 법은 인수 자금 90만 달러가 어떻게 구체적으로 분배될지를 명시하지 않았지만, 존슨은 퇴임하는 대통령과 신임 대통령에게 각각 37만 5천 달러씩, 퇴임하는 부통령과 신임 부통령에게 각각 7만 5천 달러씩을 할당하기로 결정했다. 이 자금 외에도 닉슨은 개인적으로 모금한 자금도 활용했다.
닉슨은 인수 기간 동안 통신, 항공기, 비밀경호국 경호와 같은 정부 서비스를 제공받았다.
닉슨의 인수 기간 중 최고 고문으로는 로버트 핀치, H. R. 홀더먼, 브라이스 할로, 존 N. 미첼이 있었다.

### 퇴임하는 존슨 행정부의 역할
닉슨이 선거에서 승리한 것이 확실해지자, 존슨은 그에게 축하를 보냈고 닉슨은 정중하게 답장했다. 또한, 험프리도 닉슨과 대화를 나누었다.
존슨은 인수 기간 동안 닉슨에게 우호적이었다. 비록 개인적으로는 닉슨이 대선 후보 시절 존슨의 베트남 평화 회담을 방해하려는 노력에 관여했다는 것을 알고 있었음에도 말이다. 닉슨은 언론에, 그리고 얼마 지나지 않아 존슨에게 직접적으로, 자신이 레임덕 기간 동안 존슨이 중요한 문제에 대해 자신과 상의할 것으로 기대한다고 시사했지만, 존슨은 이 개념에 동의하지 않았다. 존슨은 한 번에 한 명의 대통령만 존재할 것이라는 점을 명확히 했다. 존슨은 이 점을 언론에도 명확히 했다.
선거 직후, 험프리와 닉슨은 플로리다주에서 만났다. 이 만남은 우호적이었다고 묘사되었다.
11월 7일, 프랭클린 B. 링컨 주니어는 백악관에서 찰스 S. 머피를 만나 인수 계획을 논의했다.
11월 11일 (선거 6일 후), 닉슨과 그의 아내 팻은 존슨과 그의 아내 레이디 버드와 함께 백악관에 합류했다. 두 부부는 먼저 함께 점심 식사를 했다. 존슨은 이어서 닉슨과 개인적인 대화를 나누었다. 닉슨은 그날 존슨과 다른 사람들과 함께 베트남의 평화 협정 가능성에 대해 이야기했다. 닉슨은 또한 이 백악관 방문 중 존슨 행정부의 고위 관리들과 회담을 가졌다. 존슨과 닉슨은 또한 공동 기자회견을 개최했다.
존슨은 닉슨에게 대통령 전용기를 사용할 수 있도록 했다. 닉슨의 고문들은 백악관 맞은편에 사무실 공간, 백악관 전화 교환대, 그리고 자동차를 제공받았다.
존슨은 또한 닉슨에게 신임 내각 장관들에게 브리핑을 제공하겠다고 제안했다.
인수 기간 동안, 존슨 행정부는 텍사스주 오스틴의 사무실로 이전할 파일을 준비했는데, 존슨은 텍사스 대학교의 린든 B. 존슨 공공 정책 대학원과 린든 B. 존슨 대통령 도서관이 완공될 때까지 이 사무실을 사용하여 자신의 백악관 문서를 보관할 예정이었다.
레임덕 존슨 행정부는 존슨의 위대한 사회 정책 중 일부를 지속시키기 위해 여러 조치를 취했다. 예를 들어, 그들은 의회가 국가의 10년 주택 목표에 대한 성명을 통과시키도록 노력하여 닉슨 행정부가 1968년 주택도시개발법의 목표를 계속 이행할지 여부에 대한 적극적인 결정을 내려야만 하도록 만들었다. 1968년, 행정관들은 닉슨이 취임 후 모델 시티 프로그램의 자금을 삭감할 경우 이 프로그램이 생존할 수 있도록 연방 자금을 이 프로그램에 증액했다.

### 진행 중인 베트남 평화 회담
11월 10일, 닉슨은 남베트남 주재 미국 대사 헨리 캐벗 로지 주니어 (그는 이전에 1960년 선거에서 닉슨 자신의 부통령 러닝메이트였다)와 만나 베트남과 평화 회담에 대해 논의했다. 11월 11일, 닉슨은 존슨과 다른 사람들과 만나 베트남의 평화 협정 가능성에 대해 논의했다. 존슨과 닉슨은 존슨 행정부가 닉슨과 협의하여 신임 닉슨 행정부의 지지를 공개적으로 확보한 채 진행 중인 평화 협상을 계속할 수 있도록 하는 계획에 합의할 수 있었다. 닉슨은 로버트 다니엘 머피를 인수 기간 동안 미국 국무부와의 연락관으로 임명했다.
12월 5일, 닉슨은 진행 중인 베트남 평화 회담의 미국 수석 협상가인 W. 에이비어럴 해리먼을 만났다.
1월 6일, 닉슨은 닉슨이 취임하면 로지가 해리먼을 대신하여 베트남 평화 회담의 미국 수석 협상가가 될 것이라고 발표했다.
이것은 2008-2009년 버락 오바마 대통령직 인수까지 미국이 전쟁 중인 상태에서 발생한 마지막 대통령직 인수였다.

### 닉슨의 활동
인수 초기, 닉슨은 플로리다주 비스케인만에 있는 조지 스매더스로부터 임대한 집에서 휴가를 보내고 보좌관들과 회의를 가졌다. 선거 사흘 후인 11월 8일, 닉슨은 자신의 측근들과 인수에 대해 비공식 회의를 가졌고, 다음 날에는 부통령 당선인 스피로 애그뉴와 만나 애그뉴가 행정부에서 맡을 책임에 대해 논의했다. 11월 13일, 닉슨은 백악관 직원 개편 계획을 발표했다.
11월 29일, 닉슨은 윌리엄 스크랜턴을 중동에 사실 확인 임무를 위해 보냈다. 스크랜턴은 중동에서 돌아온 후 12월 13일에 닉슨을 만났다.
선거에서 승리한 직후, 닉슨의 공보 비서관인 로널드 지글러는 닉슨의 내각 인선이 12월 5일 이전에 발표되지 않을 것이라고 발표했다. (그날 닉슨은 퇴임하는 대법원장 얼 워런이 1969년 6월까지 법원에 머무르기로 동의했다고 발표했는데, 이는 닉슨에게 후임자를 선택할 더 많은 시간을 주기 위함이었다). 12월 12일, 닉슨은 내각 인선 발표를 위해 전국 라디오와 텔레비전에 출연했고, 중동 상황에 대해 존슨 대통령과 만났다.
12월 14일, 닉슨은 이스라엘 국방부 장관 모셰 다얀과 대화했고, 다음 날 닉슨은 공화당 의회 지도자들과 만나 향후 1년간의 입법 계획을 논의했다. 16일, 닉슨은 J. 에드거 후버를 FBI 국장으로, 리처드 헬름스를 CIA 국장으로 유임시키겠다고 발표했고, 17일 닉슨은 유엔 사무총장 우 딴과 유엔 고위 관리들을 방문했다.
12월 22일, 대통령 당선인은 뉴욕 시에서 딸 줄리가 데이비드 아이젠하워와 결혼하는 통로를 함께 걸었다.

### 스피로 애그뉴의 활동
인수 초기, 닉슨과 부통령 당선인 스피로 애그뉴 사이에 소통이 거의 없었다는 보도가 있었는데, 언론 매체들은 닉슨의 선거 승리 연설에서 애그뉴가 전혀 언급되지 않았다고 지적했다. 애그뉴는 이 보도 직후 플로리다주 비스케인만에서 닉슨과 만났다. 그러나 애그뉴는 인수에 크게 관여하지 않았고, 11월 27일까지는 인수 본부가 있는 뉴욕 시를 방문하도록 초대받지도 못했다. 대신, 인수 기간 동안 애그뉴는 여러 활동에 참여했다. 그는 세인트크로이섬에서 휴가를 보내며, 퇴임하는 부통령이자 닉슨의 대선 상대였던 휴버트 험프리, 그리고 험프리의 러닝메이트였던 에드먼드 머스키와 함께 골프 경기를 했다. 애그뉴는 1968년 리버티 볼을 위해 멤피스로 갔고, 닉슨의 딸 줄리와 데이비드 아이젠하워의 결혼식에 참석하기 위해 뉴욕으로 갔다. 애그뉴는 볼티모어 콜츠의 팬이었으며, 1월에는 캐럴 로젠블룸 팀 구단주의 손님으로 제3회 슈퍼볼에 참석했다.

### 임명자 선정
닉슨과 그의 최측근들은 내각 및 주요 행정부와 백악관 직책의 인선을 집중적으로 처리했으며, 보좌관들은 나머지 약 2,000개에 달하는 닉슨이 임명할 수 있는 직책에 대한 후보자 검토 및 선정을 담당했다. 인사 탐색 부서는 최대 125명에서 150명에 달하는 직원을 두었다. 닉슨은 장관급 직책의 인선에 직접 관여했다.
닉슨 행정부 직책을 위한 광범위한 후보군을 확보하려는 노력이 이루어졌다. 닉슨의 인수는 전문 채용 담당자를 고용한 첫 인수였다.
국민투표에서 근소한 승리만을 거두었기 때문에 닉슨은 통합을 상징하는 일부 내각 인사를 해야 할 필요성을 느꼈다. 그는 또한 민주당원도 내각에 고려하겠다는 선거 공약을 한 바 있었다. 그는 여러 민주당원을 물색했지만, 그들이 내각 합류 제안을 거절했다. 닉슨은 인수 기간 동안 자신의 대선 상대였던 휴버트 험프리가 유엔 주재 미국 대사직 제안을 거절했다고 공개적으로 밝혔다. 닉슨은 또한 헨리 M. 잭슨이 국방부 장관직 제안을 거절하는 것을 보았다. 존 얼리크먼의 회고에 따르면, 이는 닉슨이 잭슨의 요구를 충족시킬 수 없었기 때문인데, 잭슨은 워싱턴의 공화당 주지사 댄 에반스가 자신이 국방부 장관이 되기 위해 상원 의원직을 사임할 경우 민주당원을 자신의 상원 의원 자리에 임명해야 한다고 요구했다.
12월 12일, 워싱턴 D.C.에서 닉슨은 12개 모든 내각 장관직 인선 발표 행사를 가졌다. 발표는 텔레비전과 라디오로 생중계되었다. 이전에는 어떤 대통령도 이처럼 한꺼번에 성대한 행사에서 내각을 발표한 적이 없었다. 많은 인선이 발표 전에 언론에 유출되었다.
닉슨의 내각은 그가 의도했던 것보다 미국 인구를 훨씬 덜 대표했다. 닉슨이 내각 인선을 발표한 후 언론에서는 닉슨이 단 한 명의 흑인, 여성, 유대인 또는 민주당원도 내각 직책에 임명하지 않았다고 지적했다. 그의 내각 인선은 모두 백인 남성이었다. 그의 내각은 또한 전적으로 공화당원으로 구성되어 있다고 지적되었다. 내각에 민주당원이 없었던 것은 선거 기간 동안 국가를 통합하기 위해 양당과 다양한 시각을 가진 인물들을 찾겠다고 한 공약에도 불구하고 발생했다. 닉슨의 공보국장 허브 클라인은 내각 인선이 결정된 날, 닉슨의 인선이 실제로는 "공화당에 투표하는 모든 독립 성향 인물"이라고 선언하며 이를 옹호했다. 닉슨의 공보 비서관 로널드 지글러도 아직 발표되지 않은 유엔 주재 미국 대사는 민주당원일 것이라고 약속하며 이를 옹호했다.
닉슨은 내각 구성원 외의 임명자를 천천히 선정했다. 1월 17일, 뉴욕 타임스는 백악관 직원이 대부분인 총 81명의 지명자만을 셀 수 있었다. 이로 인해 닉슨 행정부는 대통령직 시작 시 직원이 부족했고, 존슨 행정부의 잔류 인력에 크게 의존했다.
닉슨은 "내각 정부"에 대한 신념 때문에 자신의 임명자들에게 부하들을 직접 선택할 자유를 허용했다. 이는 그의 대통령직에 영향을 미쳤다. 예를 들어, 때때로 그의 행정부는 닉슨 자신의 철학보다 더 자유주의적인 국내 정책을 추진하기도 했다. 아마도 부분적으로는 그 결과로, 닉슨은 대통령 재임 기간 대부분을 행정부 통제를 강화하는 데 보냈고, 자신의 내각과 정부 관료들을 불신하여 백악관 직원의 규모를 늘리게 되었다.

#### 국방 및 외교 정책
- 멜빈 레어드를 국방부 장관으로 임명 (1968년 12월 12일 발표)[25][32]
- 데이비드 패커드를 국방부 부장관으로 임명 (1968년 12월 30일 발표)[6]
- 윌리엄 P. 로저스를 국무장관으로 임명 (1968년 12월 12일 발표)[25][31]
- 엘리엇 L. 리처드슨을 국무부 차관으로 임명 (1969년 1월 4일 발표)[6]
- 찰스 요스트를 유엔 주재 미국 대표로 임명 (1968년 12월 20일 발표)[6]
- 헨리 키신저를 국가안보보좌관으로 임명 (1968년 12월 2일 발표)[6]
- 리처드 헬름스를 CIA 국장으로 임명 (1968년 12월 16일 발표) 현직 유지[6]
- J. 에드거 후버를 FBI 국장으로 임명 (1968년 12월 16일 발표) 현직 유지[6]
- 헨리 캐벗 로지 주니어를 베트남 평화 회담 미국 수석 협상가로 임명 (1969년 1월 5일 발표)[33]
- 로렌스 월시를 베트남 평화 회담 미국 부협상가로 임명 (1969년 1월 5일 발표)[33]
- 클래런스 D. 팜비, 국제 문제 및 상품 프로그램 담당 농업부 차관보 (1969년 1월 6일 발표)[34]

#### 국내 정책
- 존 N. 미첼을 법무장관으로 임명 (1968년 12월 12일 발표)[25]
- 윈턴 M. 블런트를 우정청장으로 임명 (1968년 12월 12일 발표)[25]
- 클리퍼드 M. 하딘을 농무장관으로 임명 (1968년 12월 12일 발표)[25][32]
- 로버트 핀치를 보건, 교육, 복지부 장관으로 임명 (1968년 12월 12일 발표)[25]
- 조지 W. 롬니를 주택도시개발부 장관으로 임명 (1968년 12월 12일 발표)[25]
- 월리 히켈을 내무장관으로 임명 (1968년 12월 12일 발표)[25][32]
- 조지 프랫 슐츠를 노동부 장관으로 임명 (1968년 12월 12일 발표)[25]
- 존 A. 볼페를 교통부 장관으로 임명 (1968년 12월 12일 발표)[25][32]
- 필 캠벨, 농업부 차관 (1969년 1월 6일 발표)[34]
- 제임스 데이 호지슨을 노동부 차관보로 임명 (1969년 1월 10일 발표)[6]
- 제임스 E. 존슨, 미국 인사위원회 공석 채용 (1969년 1월 17일 발표)[35]
- 대니얼 패트릭 모이니핸, 도시 문제 협의회 비서[36] 및 컬럼비아 특별구 업무 연락관[6]

#### 경제 정책
- 모리스 스탠스를 상무부 장관으로 임명 (1968년 12월 12일 발표)[25][32]
- 데이비드 M. 케네디를 재무장관으로 임명 (1968년 12월 12일 발표)[25]
- 로버트 P. 메이요, 미국 관리예산실 국장 (1968년 12월 11일 발표)[37]
- 폴 매크라켄을 경제 자문 위원회 의장으로 임명 (1968년 12월 4일 발표)[6]

#### 백악관 직원
- H. R. 홀더먼을 백악관 비서실장으로 임명 (1968년 11월 13일 발표)[6][30]
- 론 지글러, 백악관 대변인[30]
- 허브 클라인을 행정부 공보국장으로 임명 (1968년 11월 25일 발표)[6]
- 존 얼리크먼을 백악관 법률 고문으로 임명 (1968년 11월 14일 발표)[6]
- 리 앨빈 두브리지를 대통령 과학 고문으로 임명 (1968년 12월 3일 발표)[6]
- 브라이스 할로를 대통령 보좌관 겸 의회 담당관으로 임명 (1968년 11월 12일 발표)[6]
- 제임스 키오, 백악관 문서 관리 편집자[38]

#### 기타
- 프랭크 셰익스피어, 미국 정보국 국장 (1968년 1월 13일 발표)[6]

## 인수에 대한 평가
닉슨의 인수는 일부 사람들에게 순조로운 인수였다고 평가된다. 브루킹스 연구소의 스티븐 H. 헤스는 2001년 3월 "리처드 닉슨의 인수는 최근 기억에 가장 순조로운 인수 중 하나였다"고 썼다.

## 더 읽어보기
- 닉슨 행정부 인수 인터뷰 –미국 국립문서기록관리청

### 인용된 자료
- Brauer, Carl M. (1986). 《Presidential Transitions: Eisenhower Through Reagan》. New York: Oxford University Press. ISBN 0195040511.